# Tour de Luxembourg
Pour l’article homonyme, voir Tour de Luxembourg (Ligny-en-Barrois).
Le Tour de Luxembourg ou Škoda Tour de Luxembourg est une course cycliste par étapes disputée au Luxembourg. Créé en 1935, ses deux premières éditions ont été disputées uniquement par des indépendants, puis en 1945 par les indépendants et les amateurs et en 1981 et 1982 en Open (amateurs et professionnels).
Des 2005 à 2019, le Tour de Luxembourg fait partie de l'UCI Europe Tour en catégorie 2.HC. Il est par conséquent ouvert aux UCI ProTeams dans la limite de 70 % des équipes participantes, aux équipes continentales professionnelles, aux équipes continentales luxembourgeoises et à une équipe nationale luxembourgeoise. En 2020, il intègre l'UCI ProSeries, le deuxième niveau du cyclisme international.
Le Tour prend son départ à Luxembourg, puis y revient après avoir traversé le pays.
Depuis 2005, Škoda est le principal sponsor de la course. En 2017, Andy Schleck devient président de la course, succédant à Frank Zeimet.

## Palmarès

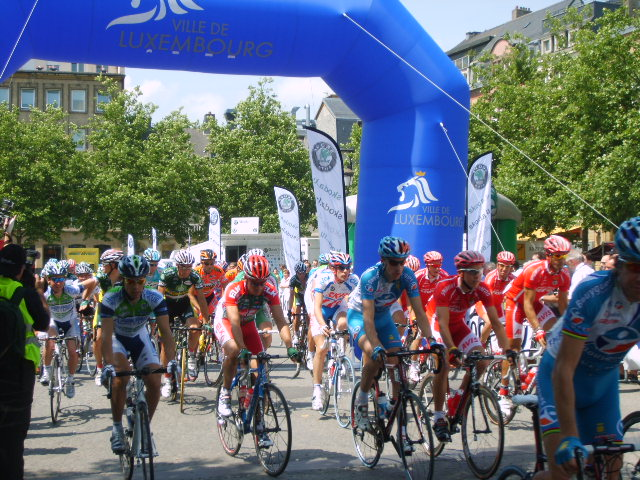
Départ de la 2e étape du Tour de Luxembourg 2007.

| Année | Vainqueur                                           | Deuxième                                            | Troisième                                           |
| ----- | --------------------------------------------------- | --------------------------------------------------- | --------------------------------------------------- |
| 1935  | Mathias Clemens                                     | Julien Hamelrickx                                   | Jules Oeyen                                         |
| 1936  | Mathias Clemens                                     | Pierre Clemens                                      | Julien Hamelrickx                                   |
| 1937  | Mathias Clemens                                     | Pierre Clemens                                      | Camille Michielsen                                  |
| 1938  | Lucien Vlaemynck                                    | Adolf Braeckeveldt                                  | Hubert Deltour                                      |
| 1939  | Mathias Clemens                                     | Lucien Vlaemynck                                    | Fernand Mithouard                                   |
| 1940  | Non disputé en raison de la Seconde Guerre mondiale | Non disputé en raison de la Seconde Guerre mondiale | Non disputé en raison de la Seconde Guerre mondiale |
| 1941  | Christophe Didier                                   | Erich Bautz                                         | Richard Menapace                                    |
| 1942  | François Neuens                                     | Christophe Didier                                   | Mathias Clemens                                     |
| 1943  | François Neuens                                     | Mathias Clemens                                     | Pierre Clemens                                      |
| 1944  | Non disputé en raison de la Seconde Guerre mondiale | Non disputé en raison de la Seconde Guerre mondiale | Non disputé en raison de la Seconde Guerre mondiale |
| 1945  | Jean Goldschmit                                     | Bim Diederich                                       | Marcel Poire                                        |
| 1946  | Briek Schotte                                       | Bim Diederich                                       | Norbert Callens                                     |
| 1947  | Mathias Clemens                                     | Bim Diederich                                       | Jean Kirchen                                        |
| 1948  | Jean Goldschmit                                     | Guy Lapébie                                         | Richard Depoorter                                   |
| 1949  | Bim Diederich                                       | Nello Sforacchi                                     | Marcel Ernzer                                       |
| 1950  | Isidoor De Rijck                                    | Bim Diederich                                       | Jean Kirchen                                        |
| 1951  | Marcel Ernzer                                       | Bim Diederich                                       | Georges Jobe                                        |
| 1952  | Jean Kirchen                                        | Jean Goldschmit                                     | Robert Vanderstockt                                 |
| 1953  | Robert Vanderstockt                                 | Alex Close                                          | Charly Gaul                                         |
| 1954  | Jean-Pierre Schmitz                                 | Charly Gaul                                         | Marcel Ernzer                                       |
| 1955  | Louison Bobet                                       | Marcel Ernzer                                       | Charly Gaul                                         |
| 1956  | Charly Gaul                                         | René Remangeon                                      | Jean Forestier                                      |
| 1957  | Gérard Saint                                        | Raymond Elena                                       | Elio Gerussi                                        |
| 1958  | Jean-Pierre Schmitz                                 | Jean-Claude Annaert                                 | Piet De Jongh                                       |
| 1959  | Charly Gaul                                         | Aldo Bolzan                                         | Pino Cerami                                         |
| 1960  | Marcel Ernzer                                       | Aldo Bolzan                                         | Giuseppe Pintarelli                                 |
| 1961  | Charly Gaul                                         | Marcel Ernzer                                       | Aldo Bolzan                                         |
| 1962  | Joseph Planckaert                                   | Willy Schroeders                                    | Frans De Mulder                                     |
| 1963  | Yvo Molenaers                                       | Jo de Roo                                           | Martin van den Borgh                                |
| 1964  | Arie den Hartog                                     | Bastiaan Maliepaard                                 | Hans Junkermann                                     |
| 1965  | Vincent Denson                                      | Jean-Claude Lebaube                                 | Arie den Hartog                                     |
| 1966  | Edy Schütz                                          | Armand Desmet                                       | Willy Planckaert                                    |
| 1967  | Frans Brands                                        | Bernard Van De Kerckhove                            | Raymond Delisle                                     |
| 1968  | Edy Schütz                                          | Cees Haast                                          | Franco Bodrero                                      |
| 1969  | Davide Boifava                                      | Marinus Wagtmans                                    | Arie den Hartog                                     |
| 1970  | Edy Schütz                                          | Georges Pintens                                     | René Pijnen                                         |
| 1971  | André Dierickx                                      | Ferdinand Bracke                                    | Leif Mortensen                                      |
| 1972  | Roger Rosiers                                       | Paul Aerts                                          | Barry Hoban                                         |
| 1973  | Sylvain Vasseur                                     | Willy Planckaert                                    | Jean-Pierre Guitard                                 |
| 1974  | Freddy Maertens                                     | Frans Verbeeck                                      | Herman Van Springel                                 |
| 1975  | Frans Verbeeck                                      | Willy Teirlinck                                     | Herman Van Springel                                 |
| 1976  | Frans Verbeeck                                      | Jozef Jacobs                                        | Gerrie Knetemann                                    |
| 1977  | Bert Pronk                                          | Gerrie Knetemann                                    | Willi Lienhard                                      |
| 1978  | Ludo Peeters                                        | Wilfried Wesemael                                   | Gerben Karstens                                     |
| 1979  | Lucien Didier                                       | Bernard Hinault                                     | Bert Oosterbosch                                    |
| 1980  | Bert Oosterbosch                                    | Leo van Vliet                                       | Daniel Gisiger                                      |
| 1981  | Youri Barinov                                       | Igor Bokov                                          | Rikho Suun                                          |
| 1982  | Bernard Hinault                                     | Hennie Kuiper                                       | Igor Bokov                                          |
| 1983  | Lucien Didier                                       | Charly Mottet                                       | Kim Andersen                                        |
| 1984  | Christophe Lavainne                                 | William Tackaert                                    | Rudy Dhaenens                                       |
| 1985  | Jelle Nijdam                                        | William Tackaert                                    | Louis Luyten                                        |
| 1986  | Steven Rooks                                        | Søren Lilholt                                       | Harald Maier                                        |
| 1987  | Søren Lilholt                                       | Laurent Fignon                                      | Benjamin Van Itterbeeck                             |
| 1988  | Richard Trinkler                                    | Janus Kuum                                          | Jacques Decrion                                     |
| 1989  | Michel Cornelisse                                   | Dariusz Kajzer                                      | Eddy Schurer                                        |
| 1990  | Christophe Lavainne                                 | Erich Maechler                                      | Maximilian Sciandri                                 |
| 1991  | Gert-Jan Theunisse                                  | Frans Maassen                                       | Adrie van der Poel                                  |
| 1992  | Jean-Philippe Dojwa                                 | John van den Akker                                  | Ron Kiefel                                          |
| 1993  | Maximilian Sciandri                                 | Maarten den Bakker                                  | Johan Museeuw                                       |
| 1994  | Frans Maassen                                       | George Hincapie                                     | Melchor Mauri                                       |
| 1995  | Rolf Jaermann                                       | Emmanuel Magnien                                    | Gianluca Bortolami                                  |
| 1996  | Alberto Elli                                        | Laurent Desbiens                                    | Erik Breukink                                       |
| 1997  | Frank Vandenbroucke                                 | Alberto Elli                                        | Erik Breukink                                       |
| 1998  | Lance Armstrong                                     | Erik Dekker                                         | Dirk Müller                                         |
| 1999  | Marc Wauters                                        | Steffen Kjærgaard                                   | Tobias Steinhauser                                  |
| 2000  | Alberto Elli                                        | Benoît Joachim                                      | Nicola Loda                                         |
| 2001  | Jørgen Bo Petersen                                  | Raivis Belohvoščiks                                 | Fred Rodriguez                                      |
| 2002  | Marcus Ljungqvist                                   | Bart Voskamp                                        | Ondřej Sosenka                                      |
| 2003  | Thomas Voeckler                                     | Piotr Wadecki                                       | David Cañada                                        |
| 2004  | Maxime Monfort                                      | Torsten Hiekmann                                    | Jörg Jaksche                                        |
| 2005  | László Bodrogi                                      | Fabian Cancellara                                   | Jukka Vastaranta                                    |
| 2006  | Christian Vande Velde                               | Tomasz Brożyna                                      | Allan Johansen                                      |
| 2007  | Grégory Rast                                        | Laurent Brochard                                    | Tiziano Dall'Antonia                                |
| 2008  | Joost Posthuma                                      | Michael Albasini                                    | Fränk Schleck                                       |
| 2009  | Fränk Schleck                                       | Andreas Klöden                                      | Marco Marcato                                       |
| 2010  | Matteo Carrara                                      | Fränk Schleck                                       | Non attribué                                        |
| 2011  | Linus Gerdemann                                     | Alexandre Geniez                                    | Tony Gallopin                                       |
| 2012  | Jakob Fuglsang                                      | Wout Poels                                          | Fränk Schleck                                       |
| 2013  | Paul Martens                                        | Jonathan Hivert                                     | Jan Bakelants                                       |
| 2014  | Matti Breschel                                      | Jempy Drucker                                       | Michael Mørkøv                                      |
| 2015  | Linus Gerdemann                                     | Marc de Maar                                        | Huub Duyn                                           |
| 2016  | Maurits Lammertink                                  | Philippe Gilbert                                    | Alex Kirsch                                         |
| 2017  | Greg Van Avermaet                                   | Xandro Meurisse                                     | Anthony Perez                                       |
| 2018  | Andrea Pasqualon                                    | Jan Tratnik                                         | Pit Leyder                                          |
| 2019  | Jesús Herrada                                       | Maurits Lammertink                                  | Andrea Pasqualon                                    |
| 2020  | Diego Ulissi                                        | Markus Hoelgaard                                    | Aimé De Gendt                                       |
| 2021  | João Almeida                                        | Marc Hirschi                                        | Mattia Cattaneo                                     |
| 2022  | Mattias Skjelmose                                   | Kévin Vauquelin                                     | Valentin Madouas                                    |
| 2023  | Marc Hirschi                                        | Brandon McNulty                                     | Ben Healy                                           |
| 2024  | Antonio Tiberi                                      | Mathieu van der Poel                                | David Gaudu                                         |

## Statistiques
| Victoires | Coureur             | Pays       | Années                       |
| --------- | ------------------- | ---------- | ---------------------------- |
| 5         | Mathias Clemens     | Luxembourg | 1935, 1936, 1937, 1939, 1947 |
| 3         | Charly Gaul         | Luxembourg | 1956, 1959, 1961             |
| 3         | Edy Schütz          | Luxembourg | 1966, 1968, 1970             |
| 2         | Jean-Pierre Schmitz | Luxembourg | 1954, 1958                   |
| 2         | Marcel Ernzer       | Luxembourg | 1951, 1960                   |
| 2         | Frans Verbeeck      | Belgique   | 1975, 1976                   |
| 2         | Lucien Didier       | Luxembourg | 1979, 1983                   |
| 2         | Christophe Lavainne | France     | 1984, 1990                   |
| 2         | Alberto Elli        | Italie     | 1996, 2000                   |

| Victoires | Pays                                  |
| --------- | ------------------------------------- |
| 21        | Luxembourg                            |
| 17        | Belgique                              |
| 10        | Pays-Bas                              |
| 8         | France                                |
| 8         | Italie                                |
| 5         | Danemark                              |
| 4         | Allemagne Suisse                      |
| 2         | États-Unis Royaume-Uni                |
| 1         | Espagne Hongrie Russie Suède Portugal |